# Victoria Jackson (imprenditore)
Victoria Jackson (New York, 31 agosto 1955) è un'imprenditrice, filantropa e scrittrice statunitense, che ha gestito per molti anni l'azienda di cosmetici Victoria Jackson Cosmetics. Nel 2008, dopo che alla figlia è stata diagnosticata la neuromielite optica (NMO), la Jackson e il marito hanno creato la Guthy-Jackson Charitable Foundation, che finanzia la ricerca sul trattamento e la cura della NMO. Nel 2017 è stata inserita nella National Women's Hall of Fame di Seneca Falls, New York.

## Biografia
Quando alla figlia Ali fu diagnosticata una rara malattia autoimmune, la neuromielite optica (NMO), Victoria Jackson spostò drasticamente le sue priorità, il talento e le risorse finanziarie “dalla cosmesi alla medicina”. Nel corso di questa attività di creazione, finanziamento e direzione di una fondazione di ricerca insieme al marito, la Jackson riuscì ad influenzare la ricerca medica con un approccio rivoluzionario: oltre a mettere in contatto 175 solutori innovativi provenienti da 28 Paesi e da campi di competenza ancora più diversi in un modello di collaborazione senza precedenti, la Guthy-Jackson Charitable Foundation, creò una comunità globale di pazienti, sostenitori e operatori sanitari, con un notevole impatto positivo sul trattamento delle malattie autoimmuni e di quelle ad esse correlate.
A sottolineare l'importanza della trasformazione della ricerca, la Guthy-Jackson Charitable Foundation creò una fondazione di ricerca che si occupò di creare e finanziare la fondazione insieme al marito, influenzando un approccio innovativo alla ricerca medica.
Vincitrice di numerosi premi, la Jackson è stata descritta come un'appassionata sostenitrice dell'emancipazione femminile e dell'imprenditorialità e la sua iconica linea di bellezza, Victoria Jackson Cosmetics, è ancora in attività.
Autrice e oratrice di successo, la Jackson e sua figlia Ali sono state recentemente coautrici di Saving Each Other: A Mother-Daughter Love Story (2012).
Suo figlio è il cantante e cantautore Jackson Guthy.

## Pubblicazioni
- (EN) Victoria Jackson e Micahel Yeaman, The power of rare: a blueprint for a medical revolution, New York, Villabella Press, 2017, ISBN 9780692928998, OCLC 1007728301.
- (EN) Victoria Jackson, Ali Guthy e Mim Eichler Rivas, Saving each other: a mystery illness, a search for a cure : a mother-daughter love story, New York, Vanguard Press, 2012, ISBN 9781593157340, OCLC 820817170.
- (EN) Victoria Jackson e Paddy Calistro, Redefining beauty: discovering your individual beauty, enhancing your self-esteem, New York, Warner Books, 1993, ISBN 9780446517409.
- (EN) Victoria Jackson, Andrea Cagan e Douglas Kirkland, Make up your life: every woman's guide to the power of makeup, New York, HarperCollins, 2000, ISBN 9780060196394.